# Biserica Sfinții Constantin și Elena din Hărpășești

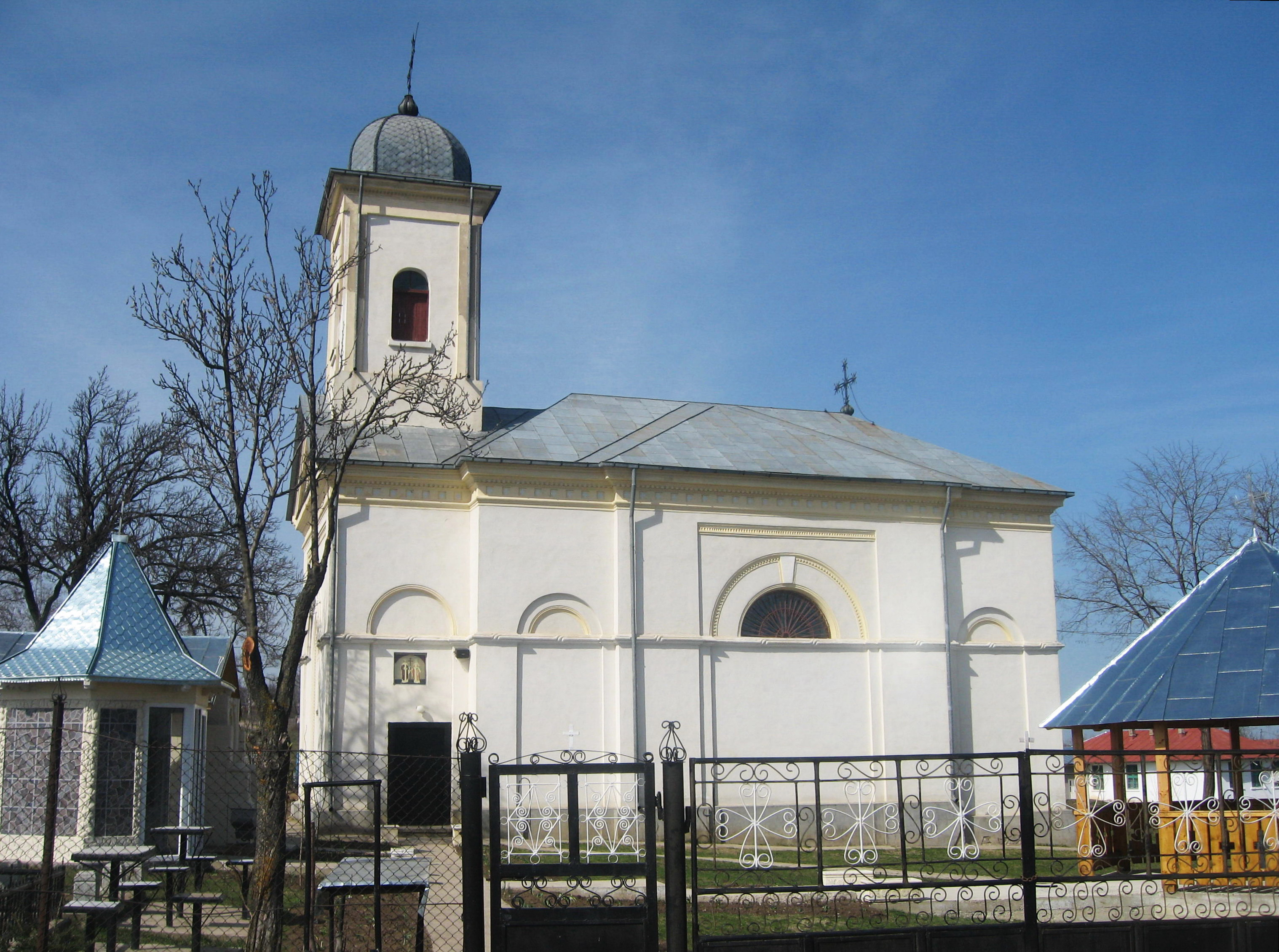
Biserica "Sf. Împăraţi Constantin și Elena" din Hărpășești

Biserica "Sf. Împărați Constantin și Elena" din Hărpășești este un lăcaș de cult ortodox ctitorit în anul 1833 de boierul George Mavrocordat în satul Hărpășești din comuna Popești (județul Iași). Ea se află în vârful unui deal, fiind înconjurată de cimitirul sătesc.
Biserica "Sf. Împărați" din Hărpășești a fost inclusă pe Lista monumentelor istorice din județul Iași din anul 2015 la numărul 1397, având codul de clasificare cod LMI IS-II-m-B-04166.

## Istoric
Prima atestare documentară a satului Hărpășești este într-un uric a lui Ștefan cel Mare din 12 ianuarie 1488, unde este menționat satul Arpășești aflat lângă Todirești, sat dispărut în prezent. Se presupune că primele lăcașe de închinăciune au fost construite la puțin timp după întemeierea satului. Ele au fost realizate după posibilitățile comunității, din lemn sau vălătuci.
Chestionarele arheologice întocmite la inițiativa lui Alexandru Odobescu la începutul secolului al XIX-lea amintesc două altare de biserică, aflate în stare de ruină, în satul Hărpășești. Un asemenea altar se afla pe locul numit Siliște, la sud de Hărpășești, unde se presupune că era vechiul sat Mitoc (sat de clăcași), celălalt se afla în estul satului pe locul fostului sat Todirești.
Biserica "Sf. Împărați Constantin și Elena" din Hărpășești a fost zidită de boierul George Mavrocordat (1802-1858) în anul 1833, în partea de vest a satului, în apropierea conacului boieresc. În trecut, o poartă făcea legătura între curtea conacului și curtea bisericii.
Ctitorul George Mavrocordat era fiul hatmanului Alexandru Mavrocordat (1784-1856) și al Smarandei Moruzi și s-a născut în Fanar la 13 aprilie 1802. El s-a căsătorit, la 5 aprilie 1841, cu Maria Skina (1819-1900), cu care a avut trei copii: Alexandru Mavrocordat (1844-1907) - mare latifundiar în Moldova, Elena (1846-1924) - căsătorită cu contele german Hannibal von Dohna-Schodien și Dimitrie (1851-1917) - amiral și prinț rus. George Mavrocordat a decedat la 16 august 1858, la Atena (Grecia).
Conacul boieresc a fost ridicat înainte de anul 1845 pe moșia descendenșilor lui Nicolae Mavrocordat, domnitorul Moldovei și al Țării Românești. În acel an, clădirea a fost vândută lui Alecu Ghyka, tatal viitorului domnitor al Moldovei, Grigore Alexandru Ghica. Ulterior, conacul a revenit unui moștenitor al familiei Mavrocordat, fiind renovat în preajma anului 1900. El avea 36 de camere, un parc și multe anexe gospodărești. În perioada regimului comunist, conacul s-a ruinat. În anul 2007 mai existau doar un turn și câteva beciuri parțial surpate. Pe locul unde a fost conacul și-a extins curtea familia Nechitoaie, care a amplasat pe ruinele clădirii cotețe de găini și de porci, un closet, aici fiind aruncate deșeurile din gospodărie. Liliana Nechitoaie își amintea că în 2001 au venit câțiva oameni cu un tractor, să dărâme turnul, dar nu și-au dus planul la îndeplinire.
Ctitorul și urmașii săi au înzestrat biserica cu obiecte de cult de valoare, dintre care se mai păstrează 23 de cărți de cult tipărite până în anul 1899, cele mai vechi fiind o Evanghelie din 1812, un Triod și un Tipicon din 1816, tipărite la Pesta în timpul împăratului Francisc I al Austriei (1804-1835). O parte dintre odoare au fost furate prin anii 1900.
În decursul timpului, biserica a fost reparată de mai multe ori. După câteva reparații sumare în anii 1888 și 1909, în anul 1937 i s-a făcut o reparație la acoperiș, turn și soclul exterior și s-a turnat trotuar, alte mici reparații făcându-se în anul 1980. În vara anului 1997 s-au efectuat lucrări de consolidare ale monumentului istoric, atunci fiind refăcută zidăria și tencuiala exterioară a bisericii.
În pronaosul bisericii se află mormintele ctitorilor acestei biserici: Gheorghe Alexandru și Maria Mavrocordat. Placa acestor morminte este din marmură albă; la partea superioară se află stema Principatelor Române (capul de zimbru și vulturul cu crucea în cioc) și sub ea sunt două inscripții în limba greacă, una datând din anul 1804 și cealaltă din 1848.

## Arhitectura și iconografia
Biserica "Sf. Împărați" din Hărpășești este o clădire monumentală, zidită din piatră și cărămidă, cu șarpantă în două ape și învelită cu tablă. Edificiul are formă de navă, cu absida altarului semicirculată în interior. La pereții exteriori se observă o împărțire a fațadelor, deasupra geamurilor, printr-un brâu dorsal. În partea superioară a pereților se află o cornișă, cu profiluri liniare la nivelul streașinei. În partea de vest a edificiului se înalță un turn-clopotniță, având pereții construiți în retragere față de corpul bisericii. El are formă pătrată și un acoperiș în formă de bulb de ceapă, fiind prevăzut cu ferestre pe fiecare latură.
În biserică se intră pe o ușă aflată în partea de sud. Prima încăpere este pridvorul, despărțit de pronaos printr-un perete. Aici se află scările de lemn, în spirală, ce duc în turnul bisericii. Deasupra pronaosului se află o calotă semisferică. Pronaosul este separat de naos prin coloane dreptunghiulare, abia profilate în zid, pe care se sprijină coloanele transversale de sub bolta naosului. Altarul este semicircular în interior, bolta sa formând un sfert de sferă.
Pereții interiori ai bisericii sunt zugrăviți într-un stil pur românesc și realist de culoarea amurgului.
Catapeteasma este realizată din lemn de tei, fără ornamente, având trei rânduri de icoane. Icoanele au fost pictate în ulei, în stil neobizantin, în prima jumătate a secolului al XIX-lea, de către un pictor anonim. Acesta a realizat și majoritatea icoanelor praznicale din biserică.

## Morminte în curtea bisericii
În jurul bisericii se află cimitirul satului Hărpășești. În apropiere de biserică se află mausoleul familiei Rusovici, mari proprietari de pământ în perioada interbelică. Aici sunt înmormântați următorii membri ai familiei Rusovici: Costache Dumitru (1810-1890), Maria (1885-1936), Constantin (1881-1948), Adriana (1898-1948), Grigore (1889-1955) și Gheorghe (1884-1967), precum și alte rude ale acestora: Elena Bălan (1918-1997) și Mihai Bălan (1913-1998).

## Imagini

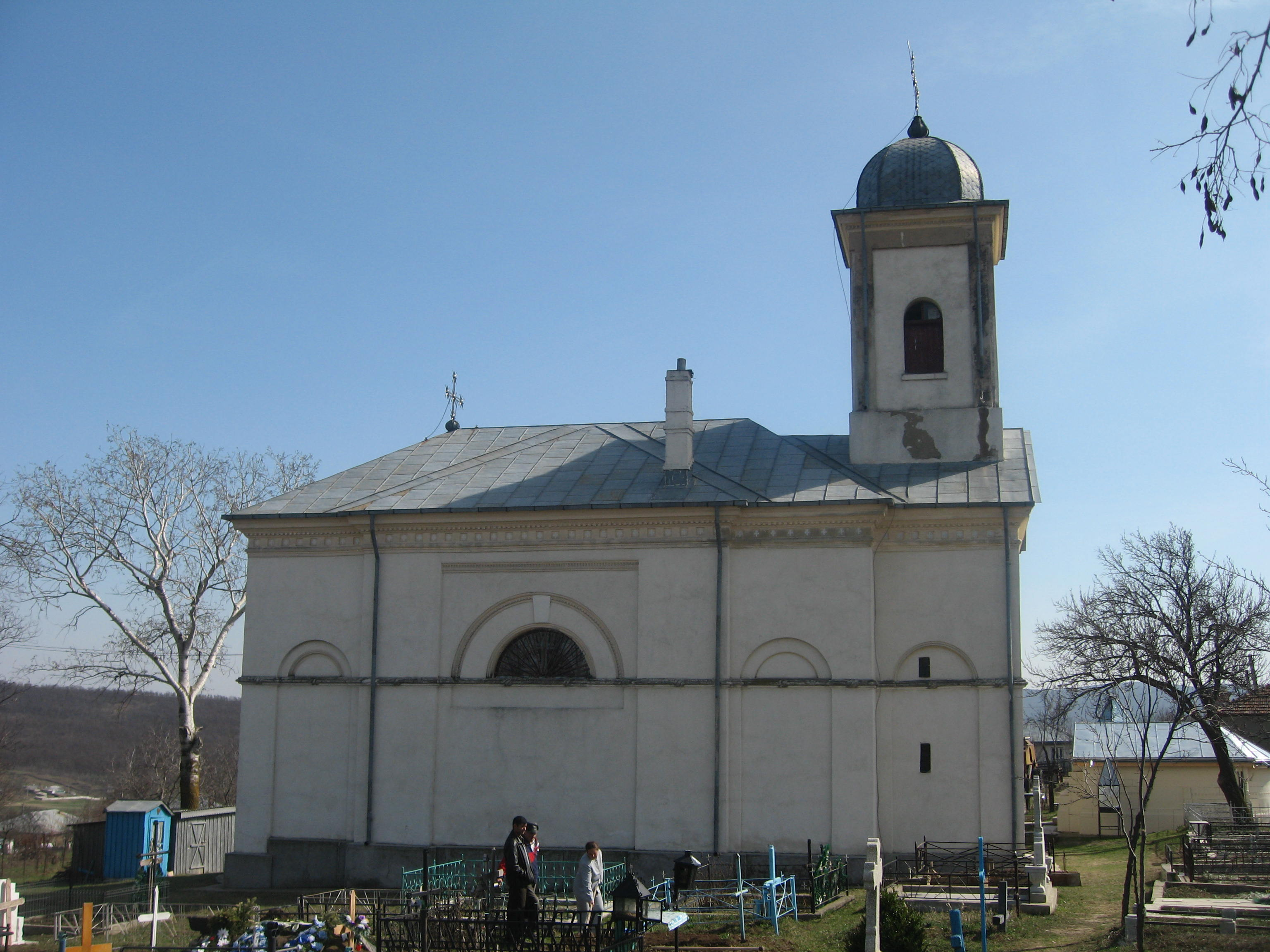
Biserica "Sf. Împăraţi Constantin și Elena" din Hărpășești
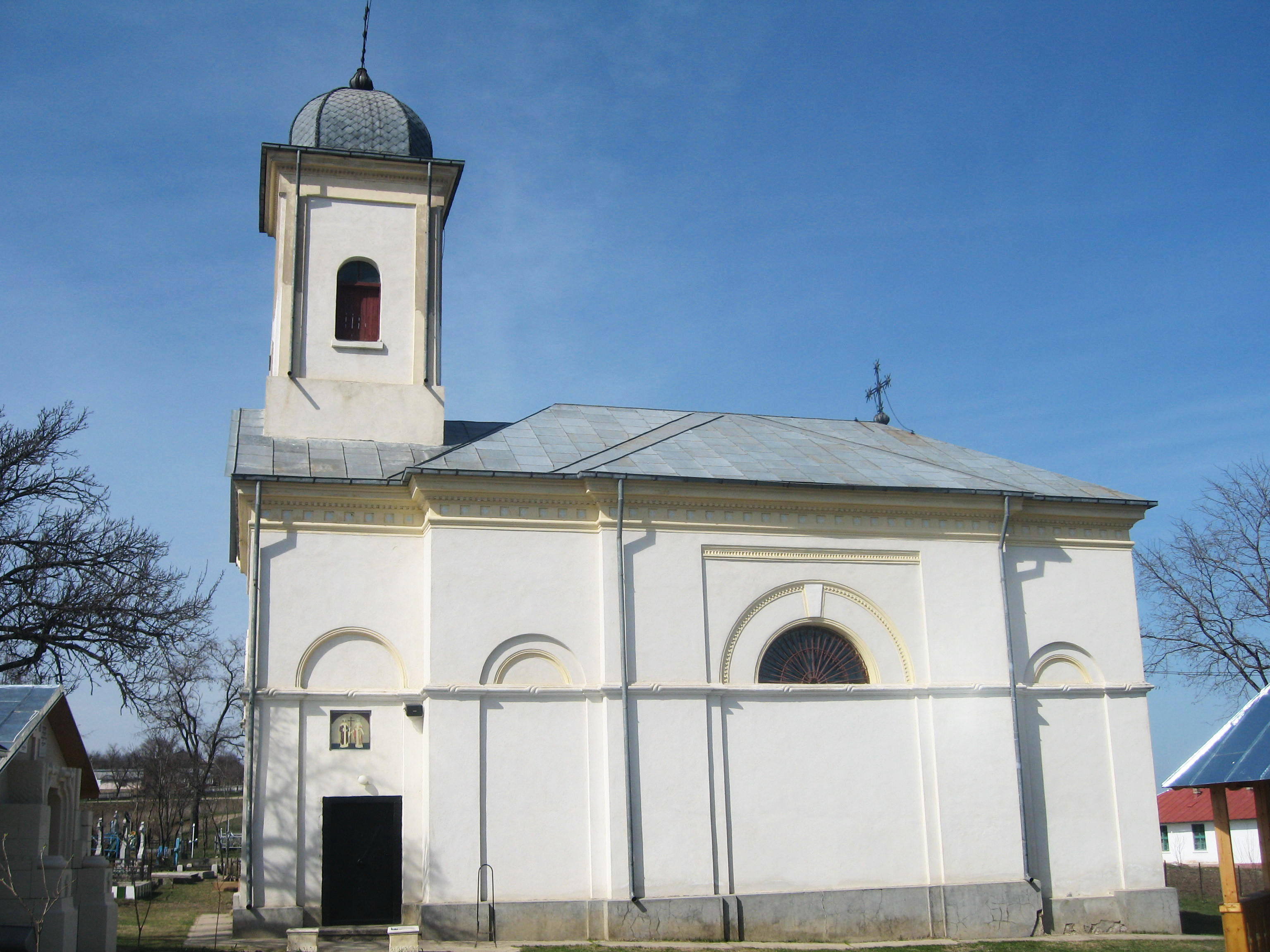
Biserica "Sf. Împăraţi Constantin și Elena" din Hărpășești
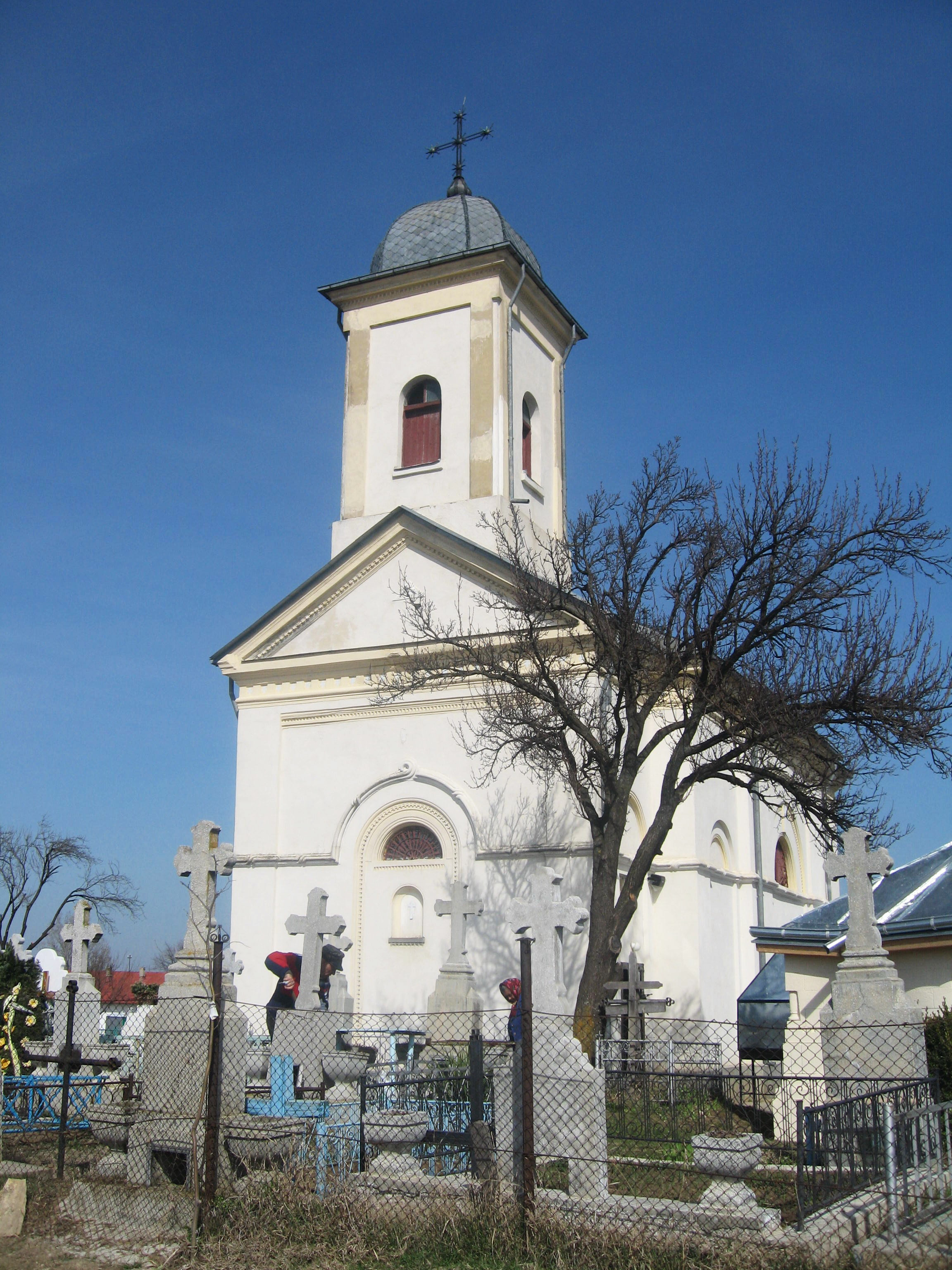
Biserica "Sf. Împăraţi Constantin și Elena" din Hărpășești
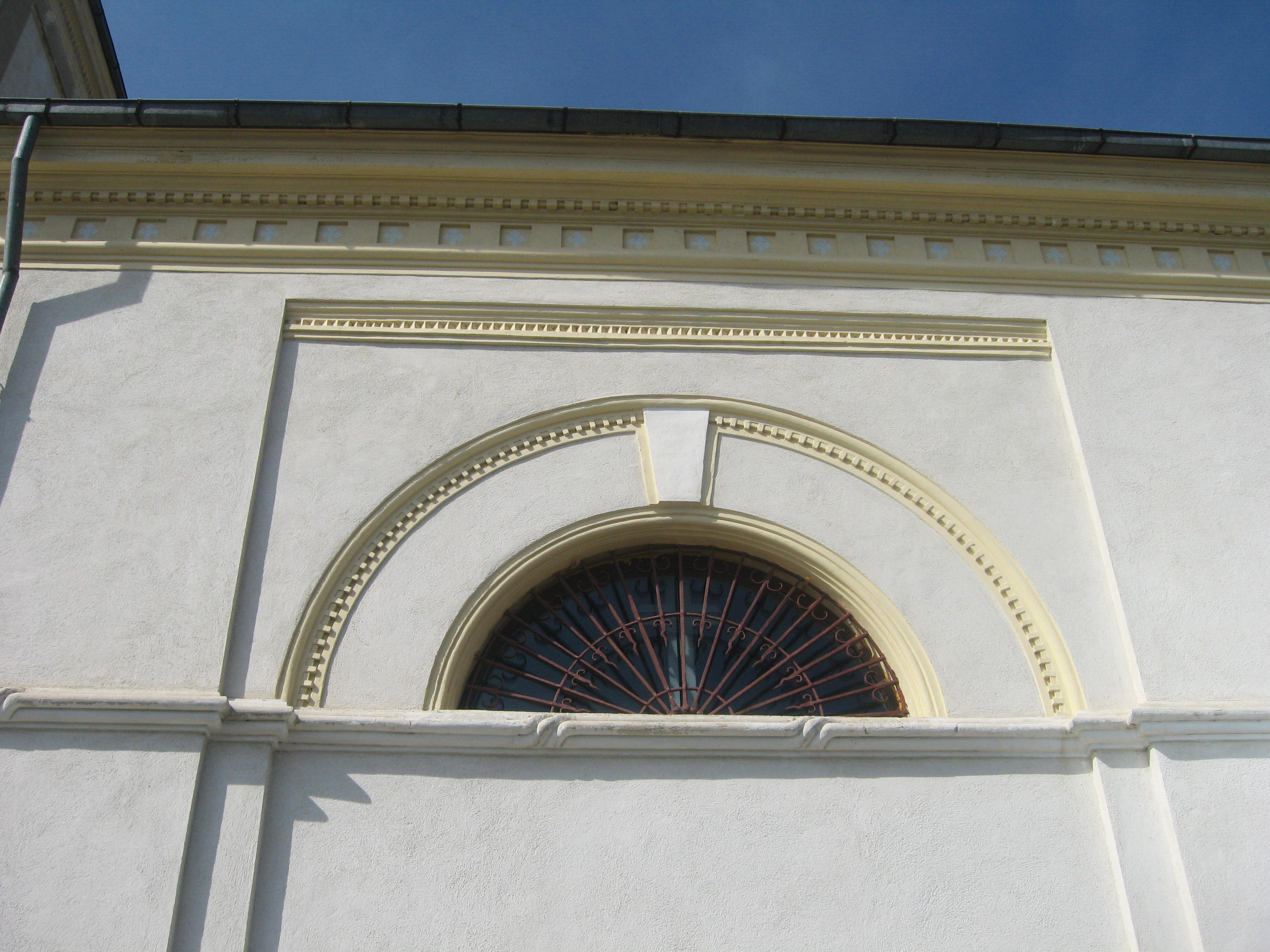
Biserica "Sf. Împăraţi Constantin și Elena" din Hărpășești
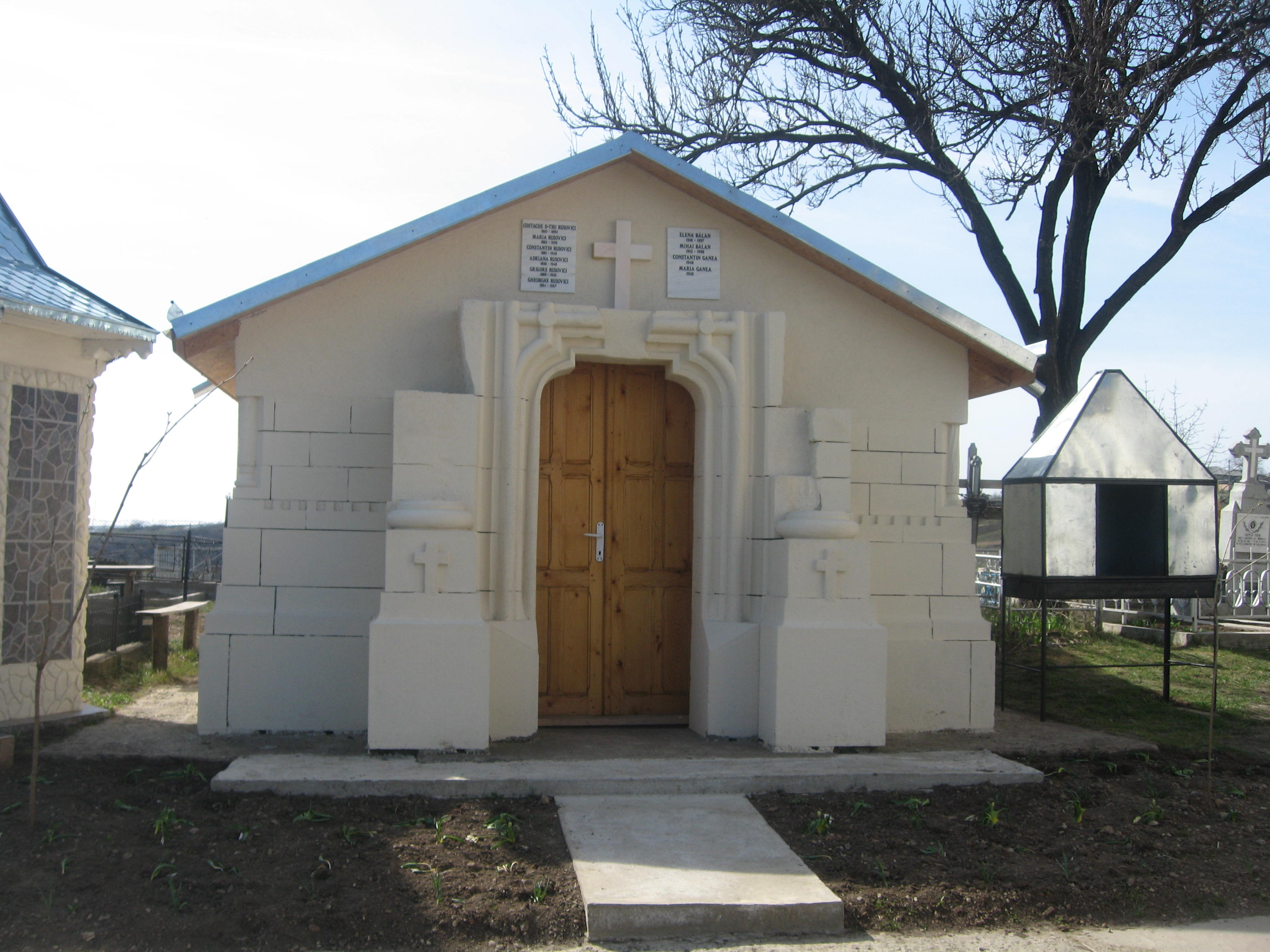
Mausoleul familiei Rusovici
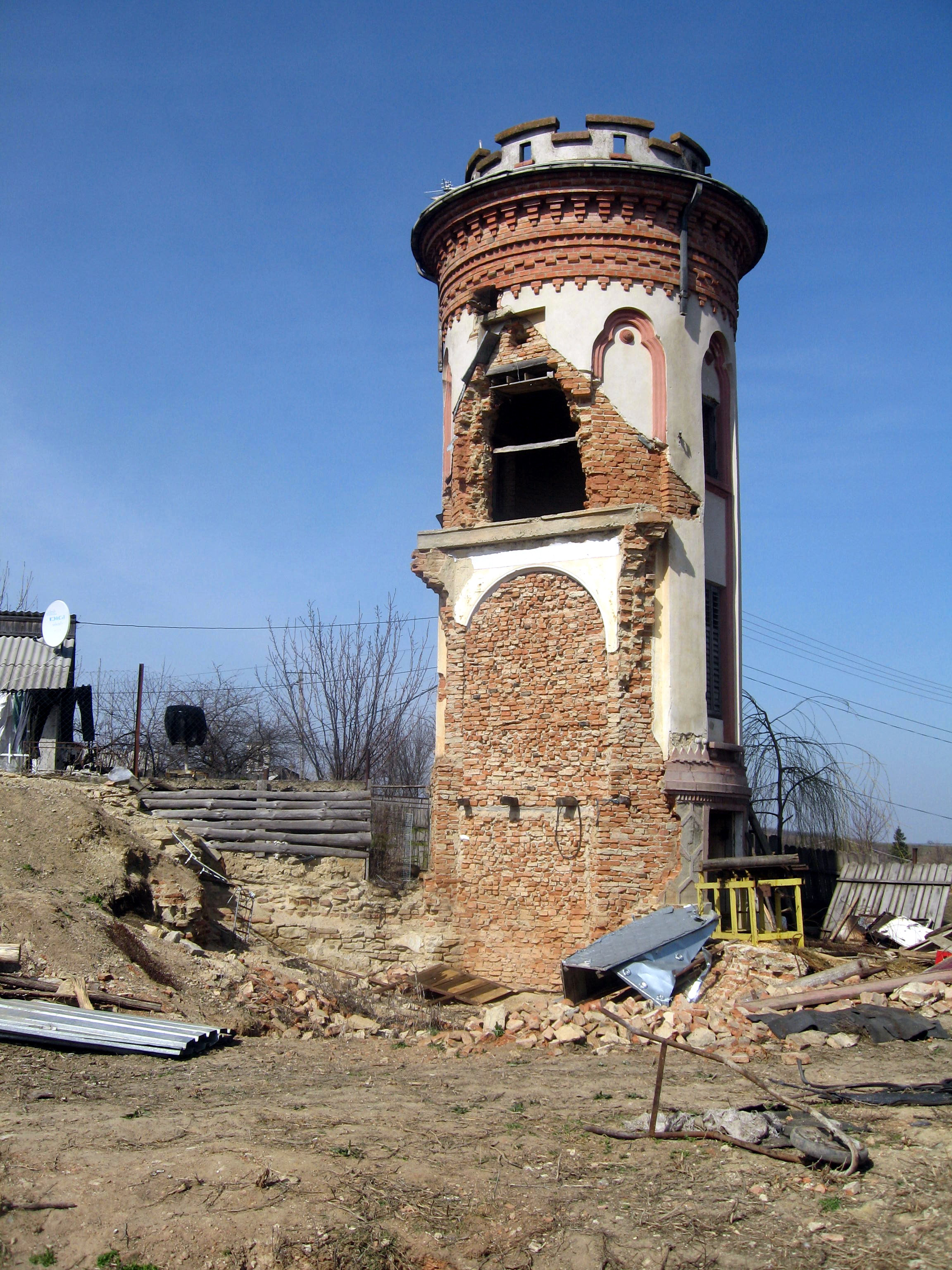
Ruinele fostului conac Mavrocordat: turnul şi câteva beciuri
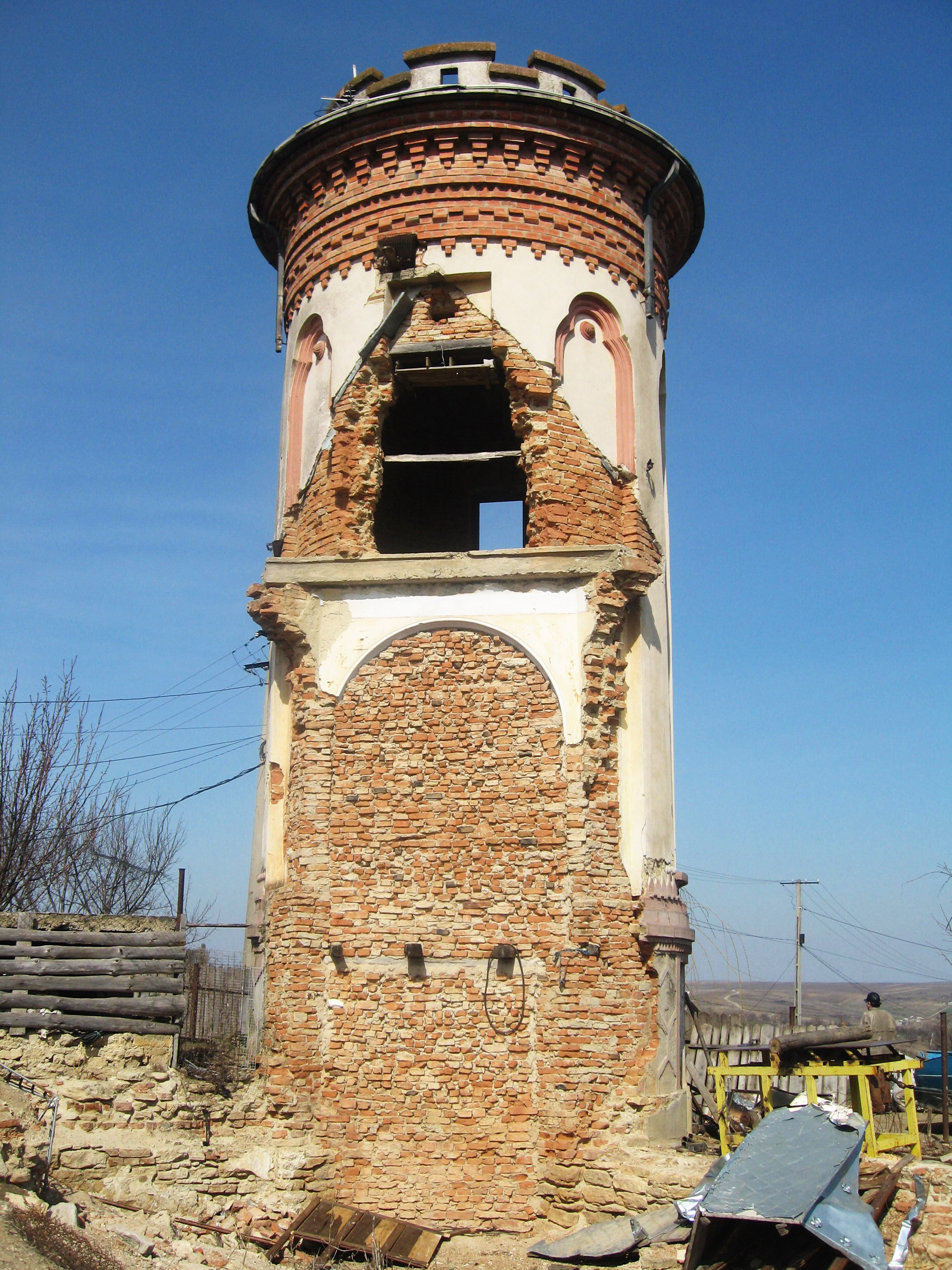
Turn aparţinând fostului conac Mavrocordat
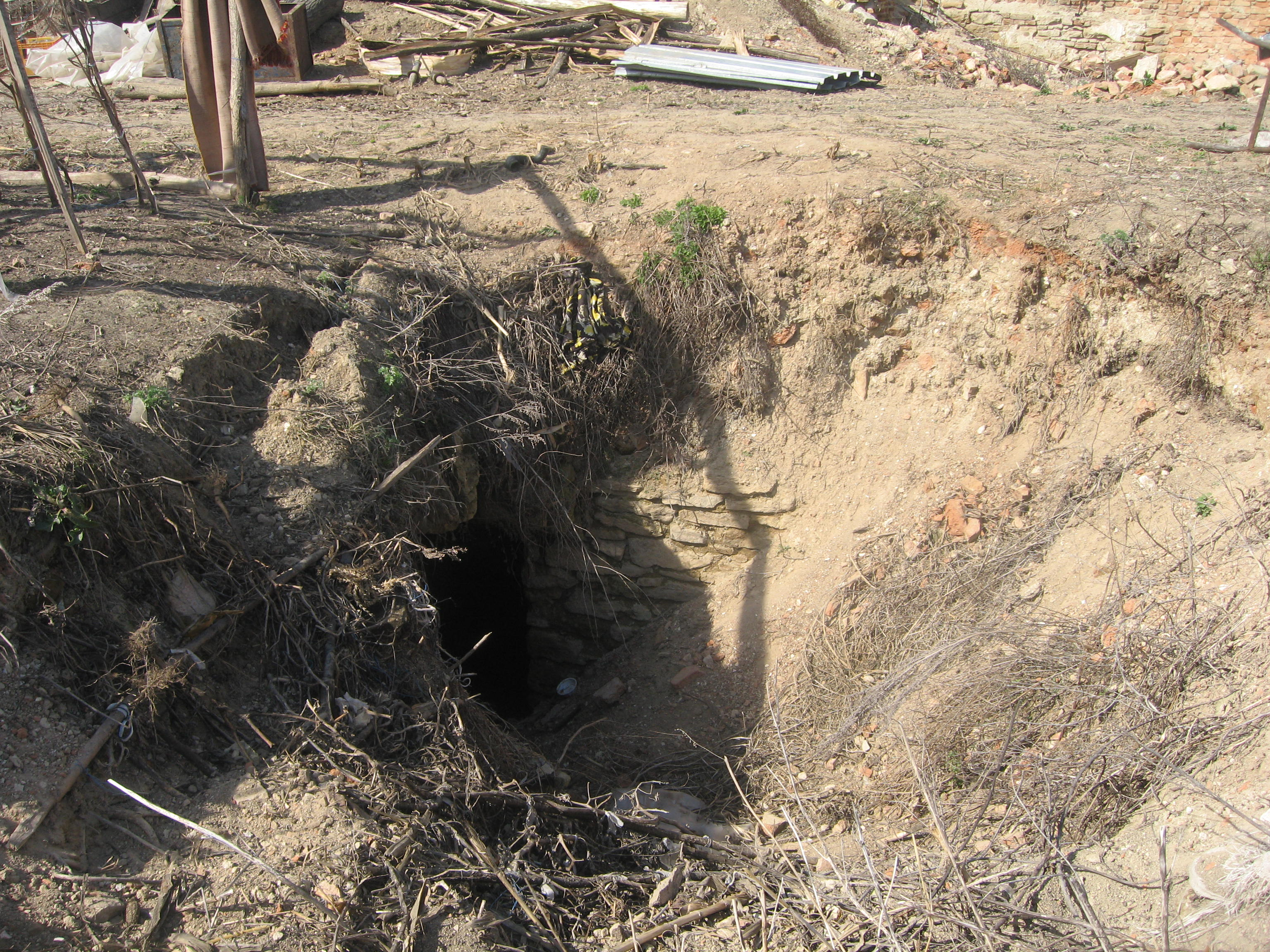
Resturile unui beci